# Lista atacurilor cu rachete din invazia Rusiei în Ucraina (iunie 2023)
Acesta este segmentul din iunie 2023 al listei atacurilor cu rachete executate de toate părțile implicate în invazia Rusiei în Ucraina din 2022. Sunt enumerate doar atacurile certificate în surse de încredere, țintele cărora sunt sau sunt considerate a fi obiective militare sau de infrastructură. Nu sunt enumerate loviturile cu rachete neghidate efectuate de forțele de aviație, artilerie, sisteme de lansare multiplă și sisteme S-300.
Drapelele din coloana „obiectiv lovit” semnifică țara care deținea controlul asupra obiectivului respectiv. Obiectivele lovite nu sunt în mod necesar cele țintite – în unele cazuri, se referă la locul căderii rachetelor care s-au prăbușit în zbor sau au fost distruse de sisteme anti-rachetă.
Pagina principală: Lista atacurilor cu rachete din invazia Rusiei în Ucraina (2022–prezent). Listele pe luni:
- 2022 – ian · feb · mar · apr · mai · iun · iul · aug · sep · oct · noi · dec
- 2023 – ian · feb · mar · apr · mai · iun

## Iunie 2023
| Atacuri executate de partea ucraineană | Atacuri executate de partea ucraineană | Atacuri executate de partea ucraineană | Atacuri executate de partea ucraineană | Atacuri executate de partea ucraineană                                                                   | dată       | Atacuri executate de partea rusă | Atacuri executate de partea rusă | Atacuri executate de partea rusă | Atacuri executate de partea rusă | Atacuri executate de partea rusă                                                                                      |  |
| regiune                                | localitate                             | tipul rachetei                         | interceptate                           | obiective lovite                                                                                         | dată       | regiune                          | localitate                       | tipul rachetei                   | interceptate                     | obiective lovite victime: uciși \| răniți                                                                             |  |
| -------------------------------------- | -------------------------------------- | -------------------------------------- | -------------------------------------- | --- | ---------- | -------------------------------- | -------------------------------- | -------------------------------- | -------------------------------- | --- |  |
|                                        |                                        |                                        |                                        | | 01.06.2023 | regiunea Kiev                    | regiunea Kiev                    | Iskander-K⁠(d)                    | 3/3                              | interceptare de apărarea anti-rachetă a Ucrainei, daune provocate de resturile prăbușite victime: 3 \| 10             |  |
| Iskander-M⁠(d)                          | 7/7                                    |                                        |                                        | | 01.06.2023 | regiunea Kiev                    | regiunea Kiev                    |                                  |                                  | interceptare de apărarea anti-rachetă a Ucrainei, daune provocate de resturile prăbușite victime: 3 \| 10             |  |
| regiunea Zaporijjea                    | Berdeansk                              | Storm Shadow⁠(d)                        | 0/5                                    | infrastructură militară                                                                                  | 02.06.2023 | Ucraina                          | Ucraina                          | H-101⁠(d)/H-555⁠(d)                | 15/15                            | interceptare de apărarea anti-rachetă a Ucrainei                                                                      |  |
| regiunea Herson                        | Henicesk                               | —                                      | —                                      | neidentificat                                                                                            | 02.06.2023 |                                  |                                  |                                  |                                  | |  |
| regiunea Zaporijjea                    | Melitopol                              | —                                      | —                                      | neidentificat                                                                                            | 03.06.2023 | regiunea Dnipropetrovsk          | Pidhorodne                       | —                                | 0/1                              | clădire de locuit victime: 1 \| 22                                                                                    |  |
|                                        |                                        |                                        |                                        | | 03.06.2023 | regiunea Donețk                  | Slaviansk                        | —                                | 0/1                              | clădire de locuit victime: 0 \| 0                                                                                     |  |
| regiunea Zaporijjea                    | Berdeansk                              | Tocika⁠(d)                              | —                                      | infrastructură militară                                                                                  | 04.06.2023 | Ucraina                          | Ucraina                          | H-101⁠(d)/H-555⁠(d)                | 4/4                              | interceptare de apărarea anti-rachetă a Ucrainei                                                                      |  |
|                                        |                                        |                                        |                                        | | 04.06.2023 | regiunea Kirovohrad              | Kropîvnîțkîi                     | H-101⁠(d)/H-555⁠(d)                | 0/2                              | aerodrom victime: 0 \| 0                                                                                              |  |
| regiunea Donețk                        | Mariupol                               | —                                      | —                                      | infrastructură militară                                                                                  | 05.06.2023 |                                  |                                  |                                  |                                  | |  |
| regiunea Donețk                        | Donețk                                 | M31                                    | —                                      | neidentificat                                                                                            | 05.06.2023 |                                  |                                  |                                  |                                  | |  |
| regiunea Donețk                        | Donețk                                 | AGM-88 HARM⁠(d)                         | —                                      | neidentificat                                                                                            | 05.06.2023 |                                  |                                  |                                  |                                  | |  |
| regiunea Luhansk                       | Pervomaisk                             | M31                                    | —                                      | neidentificat                                                                                            | 05.06.2023 |                                  |                                  |                                  |                                  | |  |
| regiunea Luhansk                       | Irmino                                 | M31                                    | —                                      | neidentificat                                                                                            | 05.06.2023 |                                  |                                  |                                  |                                  | |  |
| regiunea Luhansk                       | Molodijne⁠(d)                           | M31                                    | —                                      | neidentificat                                                                                            | 05.06.2023 |                                  |                                  |                                  |                                  | |  |
| regiunea Herson                        | Novooleksiivka                         | Storm Shadow⁠(d)                        | —                                      | infrastructură militară                                                                                  | 06.06.2023 | Ucraina                          | Ucraina                          | H-101⁠(d)/H-555⁠(d)                | 35/35                            | interceptare de apărarea anti-rachetă a Ucrainei, daune provocate de resturile prăbușite victime: 0 \| 0              |  |
| regiunea Zaporijjea                    | Tokmak                                 | —                                      | —                                      | infrastructură militară                                                                                  | 06.06.2023 |                                  |                                  |                                  |                                  | |  |
| regiunea Zaporijjea                    | Mîrne                                  | —                                      | —                                      | infrastructură militară                                                                                  | 06.06.2023 |                                  |                                  |                                  |                                  | |  |
| regiunea Donețk                        | Mariupol                               | —                                      | —                                      | infrastructură militară                                                                                  | 06.06.2023 |                                  |                                  |                                  |                                  | |  |
| regiunea Luhansk                       | Lugansk                                | Storm Shadow⁠(d)                        | 0/3                                    | infrastructură militară                                                                                  | 08.06.2023 | regiunea Cerkasî                 | Uman                             | Kalibr⁠(d)                        | 0/2                              | infrastructură civilă victime: 0 \| 8                                                                                 |  |
| regiunea Zaporijjea                    | Berdeansk                              | —                                      | —                                      | infrastructură industrială                                                                               | 08.06.2023 |                                  |                                  |                                  |                                  | |  |
| regiunea Herson                        | Șceaslîvțeve                           | Storm Shadow⁠(d)                        | —                                      | centru de comandă                                                                                        | 09.06.2023 | Ucraina                          | Ucraina                          | H-101⁠(d)/H-555⁠(d)                | 4/6                              | obiecte de infrastructură critică, daune provocate de resturile prăbușite ale rachetelor interceptate victime: 1 \| 3 |  |
| regiunea Herson                        | Zaliznîi Port                          | —                                      | —                                      | infrastructură militară                                                                                  | 09.06.2023 | regiunea Harkov                  | Bezliudivka⁠(d)                   | Kalibr⁠(d)                        | 0/1                              | neidentificat victime: 0 \| 0                                                                                         |  |
| Ucraina                                | Ucraina                                | M31                                    | —                                      | unitate de tehnică militară                                                                              | 10.06.2023 | regiunea Poltava                 | Mîrhorod                         | Iskander⁠(d)                      | 2/8                              | infrastructură militară victime: 0 \| 0                                                                               |  |
|                                        |                                        |                                        |                                        | | 10.06.2023 | regiunea Odesa                   | Odesa                            | —                                | 2/8                              | infrastructură civilă victime: 0 \| 3                                                                                 |  |
| regiunea Zaporijjea                    | Prîmorsk                               | Storm Shadow⁠(d)                        | —                                      | centru de comandă                                                                                        | 12.06.2023 |                                  |                                  |                                  |                                  | |  |
| regiunea Luhansk                       | Luhansk                                | —                                      | —                                      | infrastructură militară                                                                                  | 13.06.2023 | regiunea Dnipropetrovsk          | Krivoi Rog                       | H-101⁠(d)/H-555⁠(d)                | 11/14                            | clădire de locuit victime: 12 \| 28                                                                                   |  |
| regiunea Donețk                        | Ialînske⁠(d)                            | M30A1                                  | —                                      | unități de tehnică militară                                                                              | 13.06.2023 | sudul Ucrainei                   | sudul Ucrainei                   | H-101⁠(d)/H-555⁠(d)                | 11/14                            | interceptare de apărarea anti-rachetă a Ucrainei                                                                      |  |
| regiunea Zaporijjea                    | Polohî                                 | AGM-88 HARM⁠(d)                         | —                                      | neidentificat                                                                                            | 13.06.2023 |                                  |                                  |                                  |                                  | |  |
|                                        |                                        |                                        |                                        | | 14.06.2023 | regiunea Odesa                   | Odesa                            | Kalibr⁠(d)                        | 3/4                              | clădiri de locuit, biserică, imobile comerciale victime: 3 \| 4                                                       |  |
| regiunea Donețk                        | Kramatorsk                             | H-22⁠(d)                                | 0/6                                    | clădiri de locuit victime: 2 \| 2                                                                        | 14.06.2023 |                                  |                                  |                                  |                                  | |  |
| regiunea Donețk                        | Kosteantînivka                         | H-22⁠(d)                                | 0/6                                    | clădiri de locuit victime: 1 \| 1                                                                        | 14.06.2023 |                                  |                                  |                                  |                                  | |  |
| regiunea Donețk                        | raionul Bahmut                         | M31                                    | —                                      | unitate de tehnică militară                                                                              | 15.06.2023 | regiunea Dnipropetrovsk          | Krivoi Rog                       | H-101⁠(d)/H-555⁠(d)                | 1/4                              | infrastructură industrială victime: 0 \| 1                                                                            |  |
| regiunea Donețk                        | Volnovaha                              | —                                      | —                                      | deidentificat                                                                                            | 15.06.2023 |                                  |                                  |                                  |                                  | |  |
|                                        |                                        |                                        |                                        | | 16.06.2023 | regiunea Herson                  | Herson                           | H-59⁠(d)                          | 0/2                              | clădire administrativă victime: 0 \| 0                                                                                |  |
| regiunea Kiev                          | regiunea Kiev                          | Kinjal⁠(d)                              | 6/6                                    | interceptare de apărarea anti-rachetă a Ucrainei, daune provocate de resturile prăbușite victime: 0 \| 6 | 16.06.2023 |                                  |                                  |                                  |                                  | |  |
| regiunea Kiev                          | regiunea Kiev                          | Kalibr⁠(d)                              | 6/6                                    | interceptare de apărarea anti-rachetă a Ucrainei, daune provocate de resturile prăbușite victime: 0 \| 6 | 16.06.2023 |                                  |                                  |                                  |                                  | |  |
| regiunea Zaporijjea                    | Rîkove                                 | —                                      | —                                      | depozit de muniții                                                                                       | 18.06.2023 |                                  |                                  |                                  |                                  | |  |
| regiunea Herson                        | Skadovsk                               | —                                      | —                                      | neidentificat                                                                                            | 18.06.2023 |                                  |                                  |                                  |                                  | |  |
| regiunea Donețk                        | Volnovaha                              | M31                                    | —                                      | neidentificat                                                                                            | 19.06.2023 | sudul Ucrainei                   | sudul Ucrainei                   | Kalibr⁠(d)                        | 4/4                              | interceptare de apărarea anti-rachetă a Ucrainei                                                                      |  |
| regiunea Zaporijjea                    | Berdeansk                              | —                                      | —                                      | infrastructură militară                                                                                  | 20.06.2023 | regiunea Zaporijjea              | Zaporijjea                       | Iskander-M⁠(d)                    | 0/1                              | infrastructură civilă victime: 0 \| 0                                                                                 |  |
| regiunea Herson                        | Cionhar                                | —                                      | —                                      | pod | 22.06.2023 | regiunea Dnipropetrovsk          | raionul Krivoi Rog               | H-22⁠(d)                          | 0/3                              | infrastructură civilă victime: 0 \| 0                                                                                 |  |
|                                        |                                        |                                        |                                        | | 22.06.2023 | regiunea Dnipropetrovsk          | raionul Krivoi Rog               | Kinjal⁠(d)                        | 0/3                              | infrastructură civilă victime: 0 \| 0                                                                                 |  |